# Waldwick (Wisconsin)
Waldwick es un pueblo ubicado en el condado de Iowa en el estado estadounidense de Wisconsin. En el Censo de 2010 tenía una población de 473 habitantes y una densidad poblacional de 4,35 personas por km².

## Geografía
Waldwick se encuentra ubicado en las coordenadas 42°51′53″N 90°0′53″O / 42.86472, -90.01472. Según la Oficina del Censo de los Estados Unidos, Waldwick tiene una superficie total de 108.7 km², de la cual 108.7 km² corresponden a tierra firme y (0%) 0 km² es agua.

## Demografía
Según el censo de 2010, había 473 personas residiendo en Waldwick. La densidad de población era de 4,35 hab./km². De los 473 habitantes, Waldwick estaba compuesto por el 98.52% blancos, el 0% eran afroamericanos, el 0% eran amerindios, el 0.21% eran asiáticos, el 0% eran isleños del Pacífico, el 0% eran de otras razas y el 1.27% pertenecían a dos o más razas. Del total de la población el 0.21% eran hispanos o latinos de cualquier raza.